# Гигантски уета
Гигантските уета (Deinacrida) са род насекоми от семейство Anostostomatidae. За първи път са открити на остров Литъл Бариър, Нова Зеландия от лесовъда Марк Мофет (Mark W. Moffett). Това са едни от най-големите насекоми на Земята достигащи на дължина до 10 cm (без краката и антените) и с размах на крилата около 18 cm. На тегло обикновено достигат до 35 грама, но са регистрирани случаи на женски гигантски уета с тегло около 70 грама. Най-големия вид гигантски уета е Deinacrida heteracantha, известен също като „wetapunga“. През 2011 г. са регистрирани два случая на екземпляри с тегло от 71 и 72 грама.

## Списък на видовете
Род Гигантски уета
- Вид Deinacrida carinata Salmon, 1950
- Вид Deinacrida connectens (Ander, 1939)
- Вид Deinacrida elegans Gibbs, 1999
- Вид Deinacrida fallai Salmon, 1950
- Вид Deinacrida heteracantha A. White, 1842
- Вид Deinacrida mahoenui Gibbs, 1999
- Вид Deinacrida parva Buller, 1895
- Вид Deinacrida pluvialis Gibbs, 1999
- Вид Deinacrida rugosa Buller, 1871
- Вид Deinacrida talpa Gibbs, 1999
- Вид Deinacrida tibiospina Salmon, 1950